# Waipa
De Waipa is een rivier op het Noordereiland in Nieuw-Zeeland. De rivier ontstaat in de Rangitoto Range ten westen van Te Kuiti en stroomt 115 kilometer noordwaarts, waarbij het de plaatsen Otorohanga en Pirongia passeert. In Ngaruawahia mondt de Waipa uit in de Waikato. De Waipa is de grootste zijrivier van de Waikato.